# Route 157 (Québec)
Pour les articles homonymes, voir Route 157.
La route 157 (R-157) est une route nationale québécoise d'orientation nord / sud située au nord du fleuve Saint-Laurent. Elle dessert la région administrative de la Mauricie.

## Tracé
La route 157 relie le secteur Cap-de-la-Madeleine de Trois-Rivières à Shawinigan sur la rive est de la rivière Saint-Maurice.
La route possède toujours quatre voies soit jointes (entre Trois-Rivières et Notre-Dame-du-Mont-Carmel), soit séparées (entre Notre-Dame-du-Mont-Carmel et Shawinigan). La conception du tracé à voies séparées date de 1999 et fut construit pour contourner la zone résidentielle de Notre-Dame-du-Mont-Carmel et sa circulation locale. L'expropriation nécessaire à ce changement causa certaines tensions avec les propriétaires terriens.
Trois intersections à niveau existent dans la municipalité de Notre-Dame-du-Mont-Carmel, aux rangs Saint-Louis, Saint-Flavien et Saint-Félix. L'aménagement de cette dernière intersection fait l'objet de critiques par les élus montcarmelois, n'arrivant selon eux pas à assurer un ralentissement sécuritaire des usagers de la route 157 lors d'un feu rouge.
La route traverse le secteur Shawinigan-Sud, puis redescend au niveau de la rivière Saint-Maurice. Ce dernier tronçon est le seul comportant des bretelles d'accès (quoique non-numérotées comme sorties).

## Localités traversées (du sud au nord)
Liste des municipalités dont le territoire est traversé par la route 157, regroupées par municipalité régionale de comté.

### Mauricie

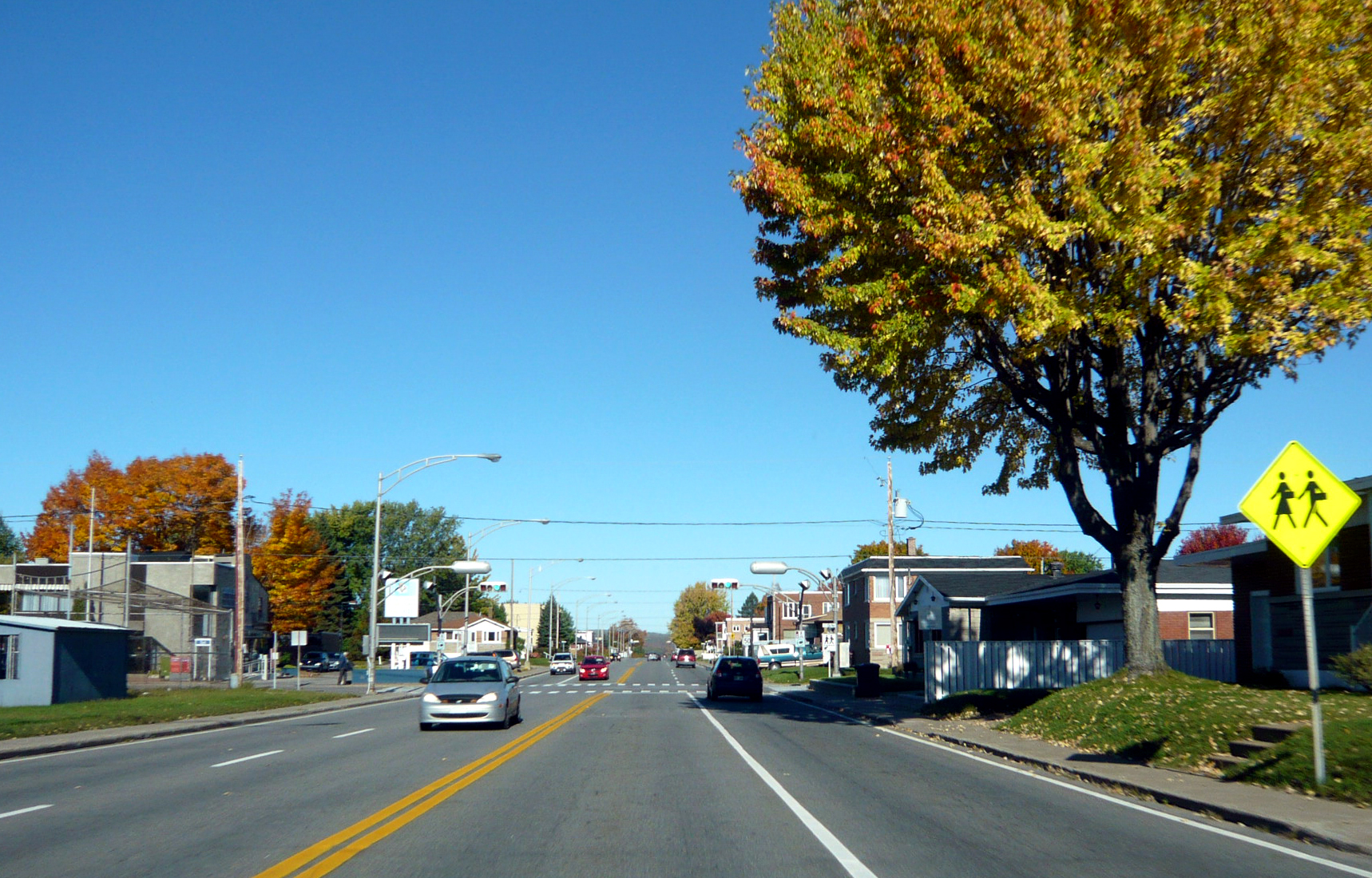
La route 157 à Shawinigan

Hors MRC
- Trois-Rivières

Les Chenaux
- Notre-Dame-du-Mont-Carmel

Hors MRC
- Shawinigan

## Intersections majeures
| MRC            | Municipalité   | km    | Destinations            | Notes                |
| -------------- | -------------- | ----- | ----------------------- | -------------------- |
| Trois-Rivières | Trois-Rivières | 0,00  | R-138 (Rue Fusey)       |                      |
| Trois-Rivières | Trois-Rivières | 2,20  | A-40 – Montréal, Québec | Sortie 203 de l'A-40 |
| Shawinigan     | Shawinigan     | 26,30 | 104e Rue                | Échangeur            |
| Shawinigan     | Shawinigan     | 28,30 | R-153 (Côte de la Baie) |                      |
|                |                |       |                         |                      |